# Eremobina hillii
Eremobina hillii là một loài bướm đêm trong họ Noctuidae.